# Körschsiefen
Körschsiefen ist ein Wohnplatz in der Gemeinde Kürten im Rheinisch-Bergischen Kreis.

## Lage und Beschreibung
Der Ort liegt im Norden der Gemeinde abseits überörtlicher Straßen in der Nähe von Nassenstein und Hamböcken auf der so genannten Bergerhöhe. Erschlossen wird der Wohnplatz und auch Hamböcken über eine Zufahrtsstraße, die von der B506 in Ente auf Wipperfürther Gebiet abzweigt.

## Geschichte
Die Topographia Ducatus Montani des Erich Philipp Ploennies aus dem Jahre 1715, Blatt Amt Steinbach, belegt, dass der Ort bereits 1715 als Freyhof bestand und als Kirsiepen bezeichnet wurde. Aus der Charte des Herzogthums Berg 1789 von Carl Friedrich von Wiebeking geht hervor, dass Körschsiefen zu dieser Zeit Teil der Honschaft Berg im Kirchspiel Kürten im Landgericht Kürten war. Er benennt den Ort als Kirsiepen.
Unter der französischen Verwaltung zwischen 1806 und 1813 wurde das Amt Steinbach aufgelöst und Körschsiefen wurde politisch der Mairie Olpe im Kanton Wipperfürth im Arrondissement Elberfeld zugeordnet. 1816 wandelten die Preußen die Mairie zur Bürgermeisterei Olpe im Kreis Wipperfürth.
Körschsiefen gehörte zu dieser Zeit zur Gemeinde Olpe.
Der Ort ist auf der Topographischen Aufnahme der Rheinlande von 1824 als Koschifen und auf der Preußischen Uraufnahme von 1840 als Körschsiefen verzeichnet.
Ab der Preußischen Neuaufnahme von 1892 ist er auf Messtischblättern regelmäßig als Körschsiefen verzeichnet.
1822 lebten 13 Menschen im als Hof kategorisierten und Körschsiepen bezeichneten Ort.
1830 hatte der Ort 14 Einwohner und wurde mit Körschsiepen bezeichnet.
Der 1845 laut der Uebersicht des Regierungs-Bezirks Cöln als Hof kategorisierte Ort besaß zu dieser Zeit zwei Wohnhäuser. Zu dieser Zeit lebten 14 Einwohner im Ort, davon alle katholischen Bekenntnisses.
Die Gemeinde- und Gutbezirksstatistik der Rheinprovinz führt Körschsiefen 1871 mit einem Wohnhaus und sieben Einwohnern auf.
Im Gemeindelexikon für die Provinz Rheinland von 1888 werden zwei Wohnhäuser mit 14 Einwohnern angegeben.
1895 hatte der Ort drei Wohnhäuser und zwölf Einwohner.
1905 besaß der Ort zwei Wohnhäuser und 13 Einwohner und gehörte konfessionell zum katholischen Kirchspiel Olpe.
1927 wurden die Bürgermeisterei Olpe in das Amt Olpe überführt. In der Weimarer Republik wurden 1929 die Ämter Kürten mit den Gemeinden Kürten und Bechen und Olpe mit den Gemeinden Olpe und Wipperfeld zum Amt Kürten zusammengelegt. Der Kreis Wipperfürth ging am 1. Oktober 1932 in den Rheinisch-Bergischen Kreis mit Sitz in Bergisch Gladbach auf.
1975 entstand aufgrund des Köln-Gesetzes die heutige Gemeinde Kürten, zu der neben den Ämtern Kürten, Bechen und Olpe ein Teilgebiet der Stadt Bensberg mit Dürscheid und den umliegenden Gebieten kam.

## Sehenswürdigkeiten
In der Hofschaft stehen zwei Wegekreuze:
- Das Sandsteinwegekreuz aus dem Jahr 1743 steht vis a vis zur Hofanlage. Die mittlerweile erneuerte Inschrift lautet: „ANNO 1743 / DEN 27. MÄRZ / DEIRRIG DARENBACH / UND SEINE HAUSFRAW / MARIA /  HABEN DEISES CREUZ / ZU EHREN GOTTES / SEZEN LASEN / JESUS IS MEIN LEBEN / JESUS IS MEIN STERBEN“.
- Am nördlichen Ende des Hofes steht - flankiert von zwei alten Linden - ein Wegekreuz aus dem Jahr 1892. Die Inschrifttafel lautet: „Im Kreuz allein ist Heil / GESCHW. MÜLLER / zu Körschsiefen / 1892“.

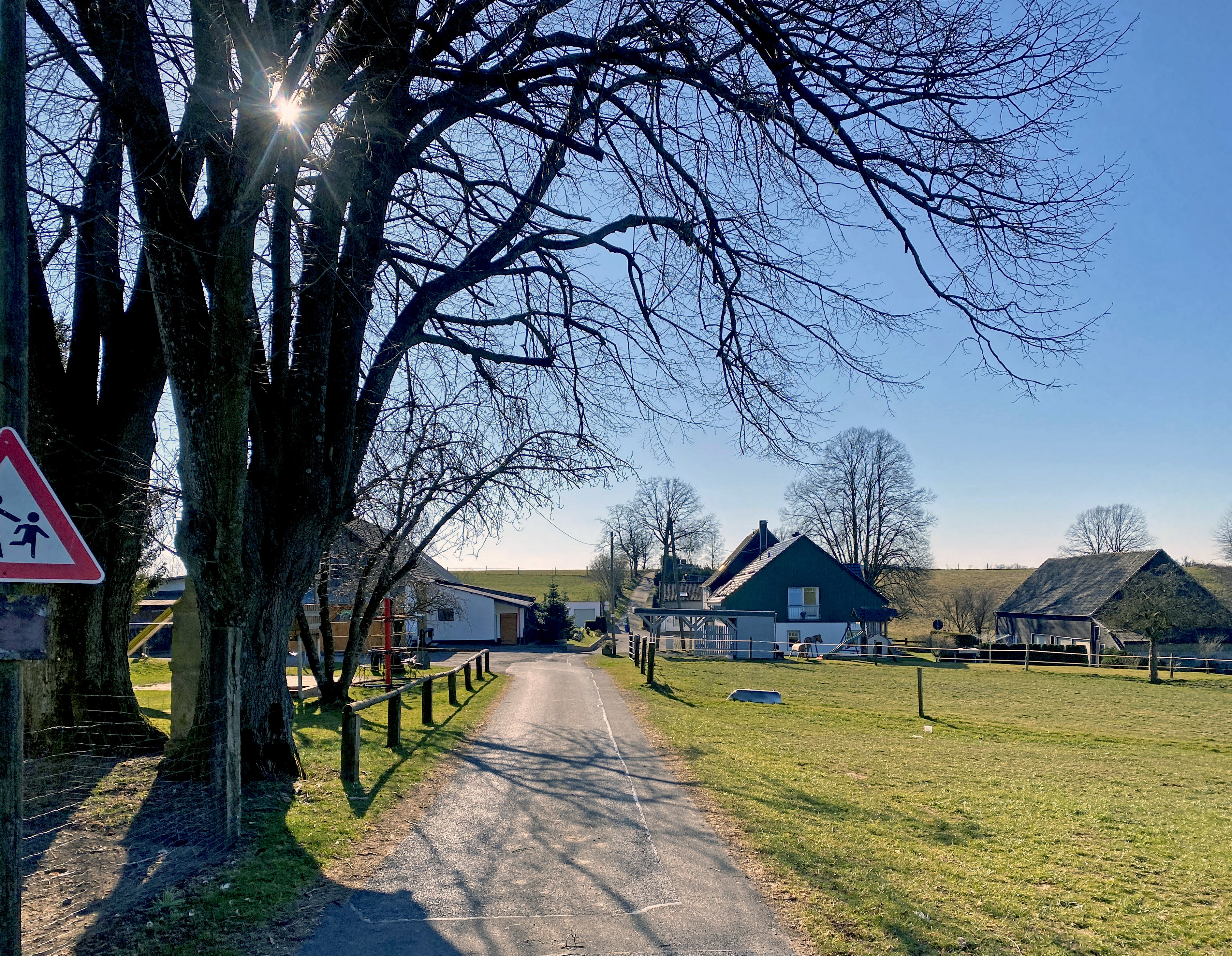
Körschsiefen aus nördl. Richtung - links zw. zwei Linden das Wegekreuz aus dem Jahr 1892
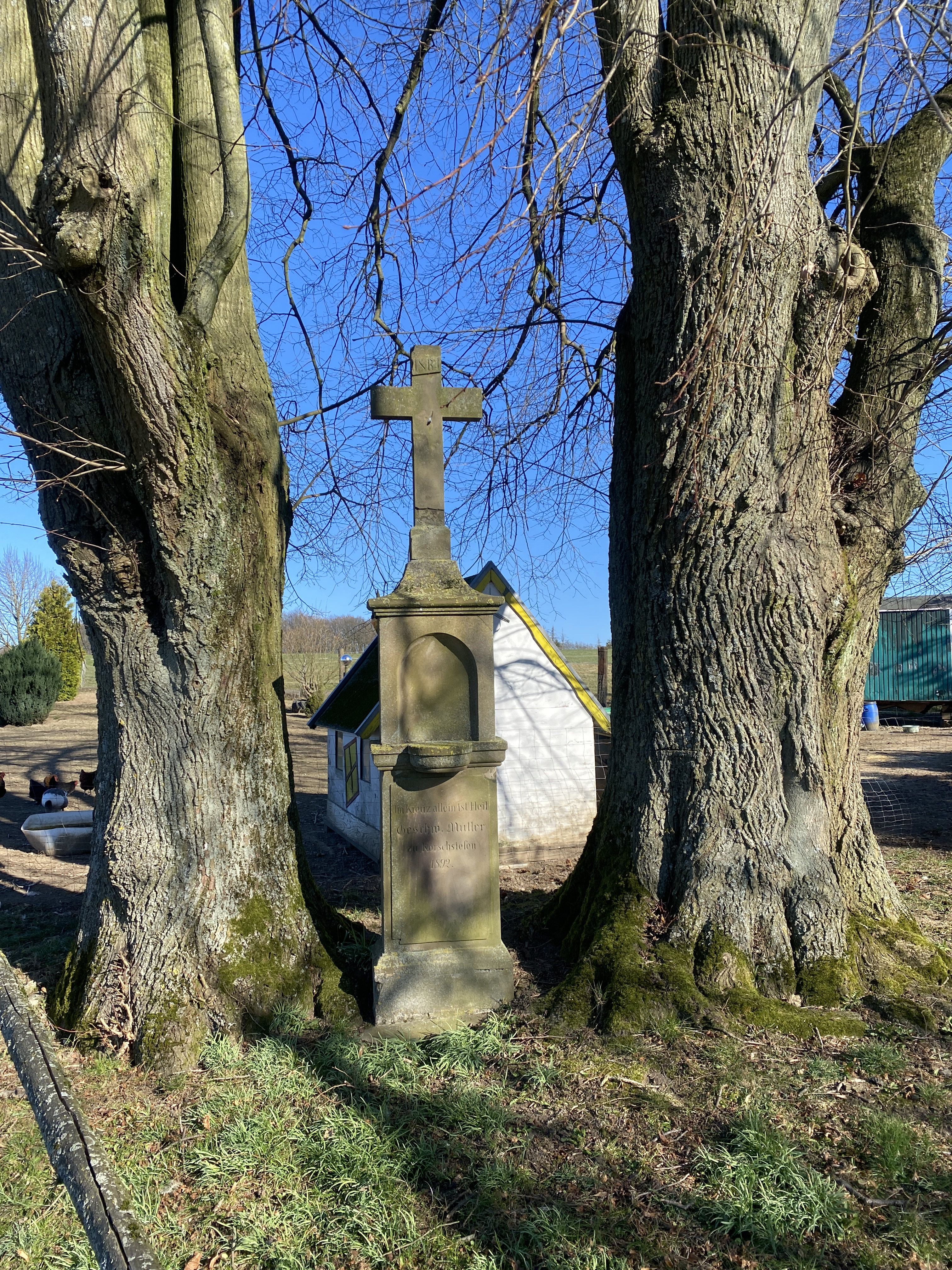
Wegekreuz  (1892) -flankiert von 2 Linden
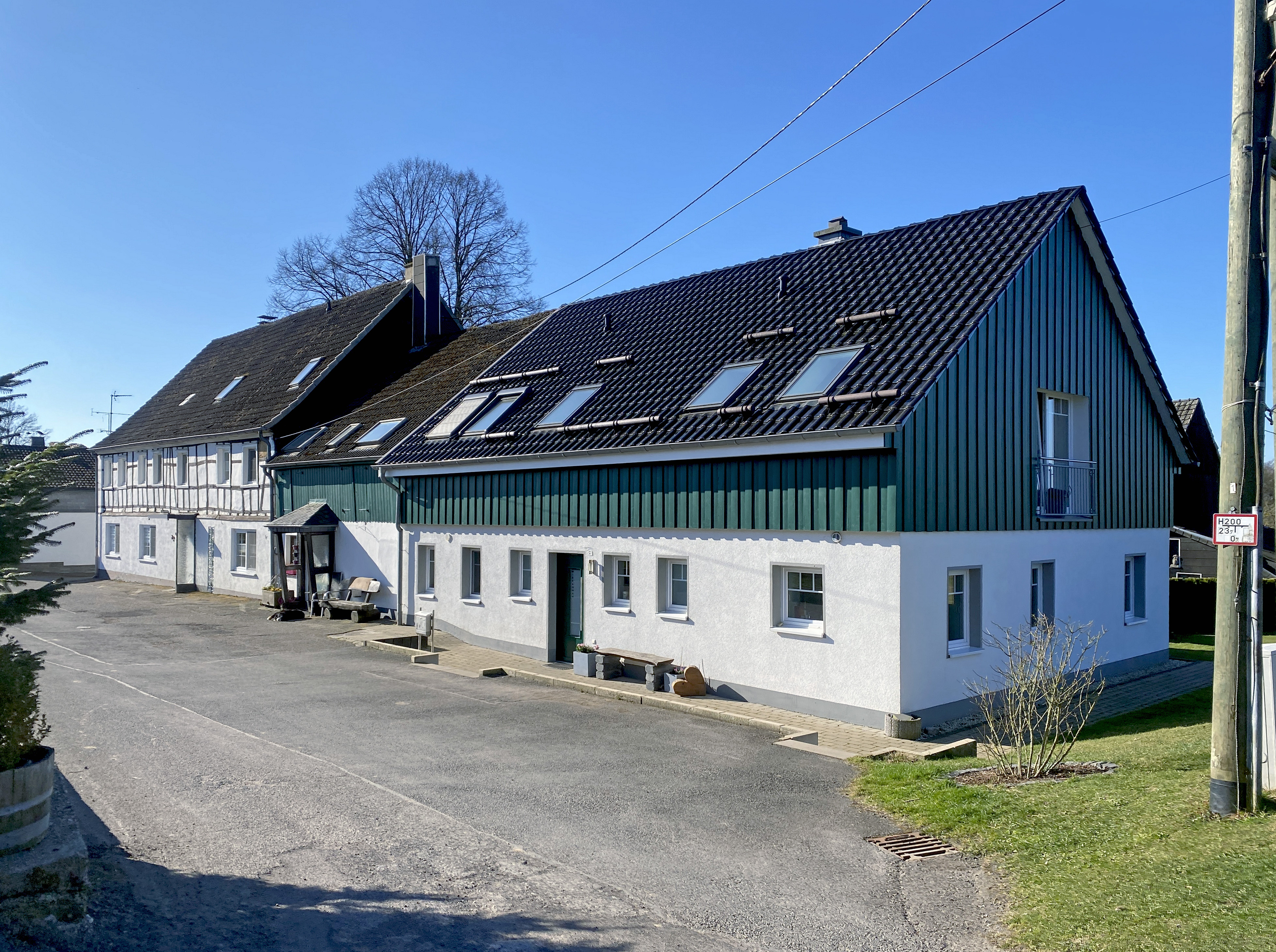
Hofanlage Körschsiefen
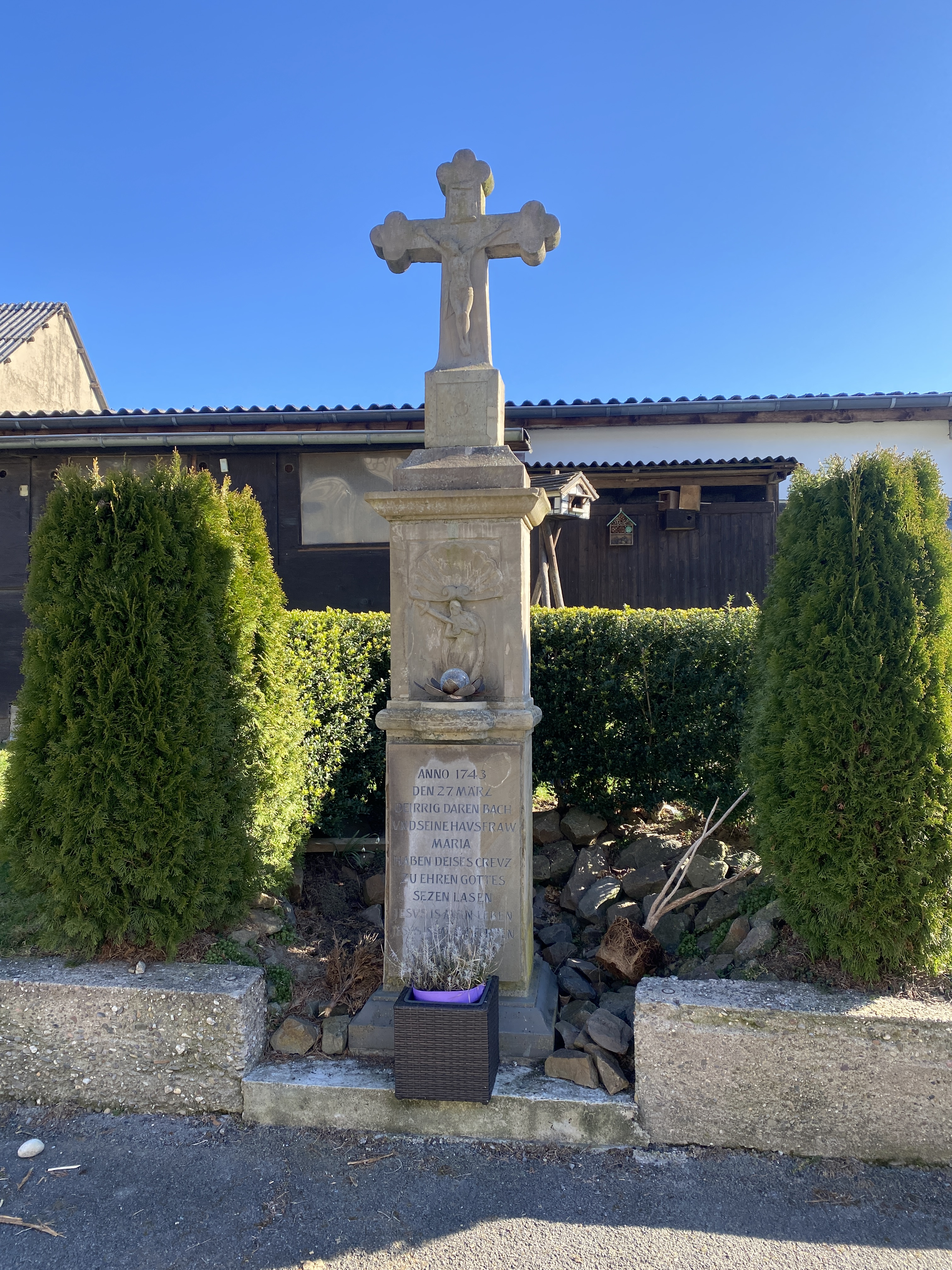
Wegekreuz (1743) gegenüber dem Hofgebäude
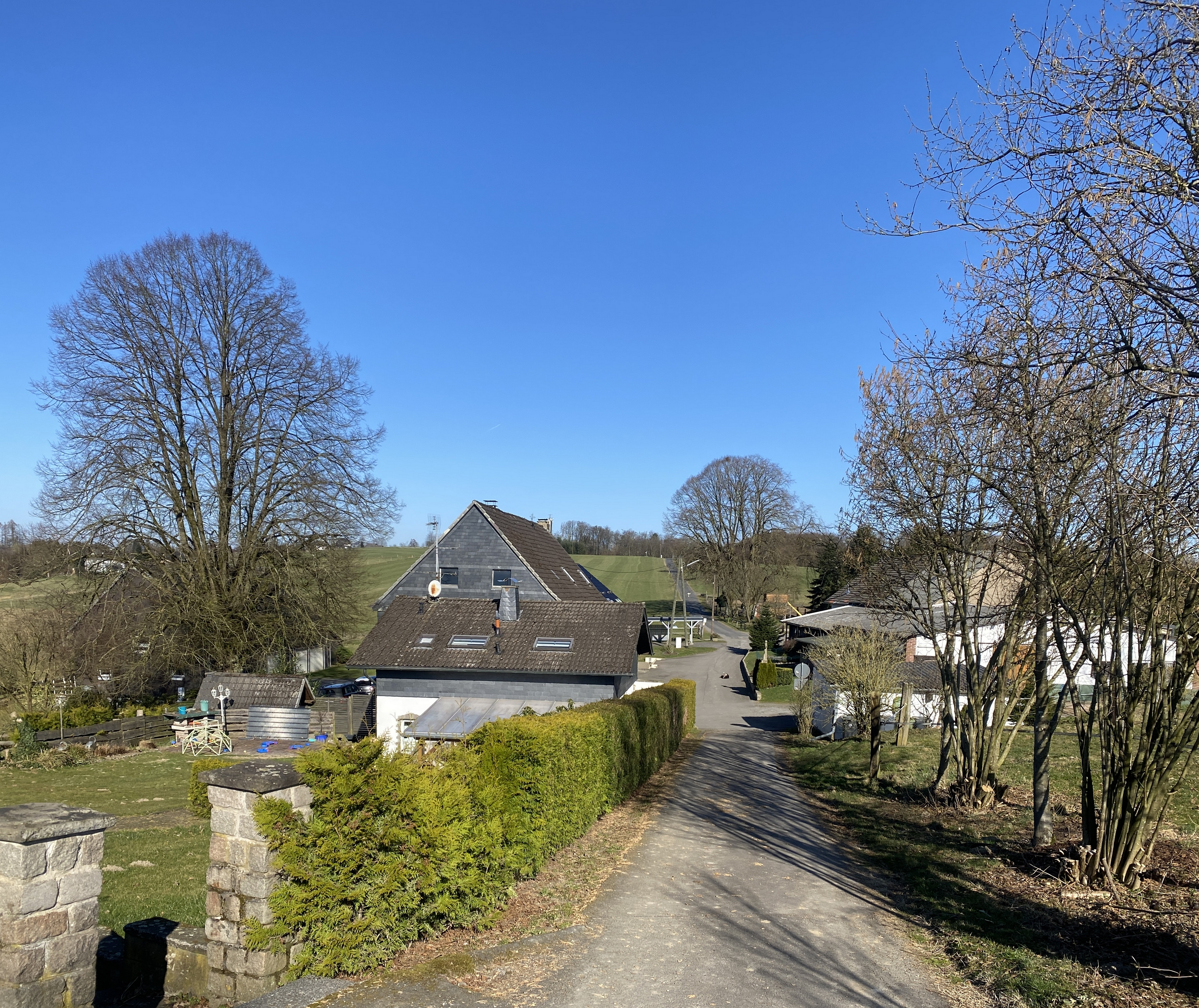
Blick aus südl. Richtung Weg nach Nassenstein